# Defiance (serial)
Defiance este un serial de televiziune american științifico-fantastic dezvoltat de Rockne S. O'Bannon, Kevin Murphy și Michael Taylor. Serialul este produs de Universal Cable Productions, în colaborare cu Trion Worlds, dezvoltatorul care a produs jocul video MMO omonim care are legătură cu serialul. În Defiance Grant Bowler este Joshua Nolan, un om local al legii dintr-un oraș de graniță cunoscut ca Defiance; Julie Benz este Amanda Rosewater, primarul proaspăt investit al orașului. În alte roluri interpretează Stephanie Leonidas, Jaime Murray, Tony Curran, Graham Greene, Mia Kirshner și Fionnula Flanagan.
Serialul este transmis în SUA pe canalul de cablu Syfy. A avut premiera luni 15 aprilie 2013 în SUA și în aceeași săptămână în majoritatea țărilor care transmit serialul.

## Fundal
Serialul are loc în viitorul apropiat, când extratereștri cunoscuți colectiv ca Votani ajung pe Pământ în căutarea unei noi planete locuibile după ce sistemul stelar mamă a fost distrus într-o coliziune stelară. Votanii au crezut că planeta este nelocuită, dar după sosirea lor în 2013 descoperă că o rasă numită oameni populează planeta, iar aceștia îi privesc cu ostilitate și suspiciune.
Unui număr limitat de Votani li se permite să se stabilească într-o colonie din Brazilia, și, eventual, în alte două colonii, dar alte milioane de Votani rămas în hyper-somn la bordul navelor lor de pe orbită în timp ce au loc negocieri greoaie cu guvernele Pământului pentru o soluționare a problemei la scară largă.
Tensiunile cresc în următorii zece ani, iar Votanii și guvernele umane sunt pe punctul de a negocia o soluționare pașnică. Însă, în 2023, ambasadorul Votan la Organizația Națiunilor Unite este asasinat  în direct la televizor de un om nemulțumit chiar în fața sediului Organizației Națiunilor Unite din orașul New York. Acest lucru duce la un conflict global dezastruos între oameni și extratereștri, conflict cunoscut sub numele de "Războaiele Pale".
Războaiele au sfâșiat planeta timp de șapte ani, până la punctul culminant din 2030 când are loc apocalipticul eveniment denumit "Arkfall", în care flota Arcelor de pe orbită a explodat în mod misterios. Extratereștrii cred că un comandant uman fără scrupule a fost responsabil, în timp ce oamenii suspectează că a fost un experiment extraterestru cu arme care a dat greș. Milioane de Votani au murit în hyper-somn. În timpul distrugerii Arcelor (Arkfall), Arcele au căzut pe pământ și au lansat accidental tehnologia de terraformare  (de fapt de transformare a planetei Pământ într-un mediu natural Votan).
În timp ce Votanii foloseau tehnologia lor de terraformare într-un mod atent planificat, Arkfall a dus la  schimbări întâmplătoare, haotice și radicale în biosfera și chiar în geologia Pământului, planeta devenind periculoasă pentru ambele rase: oameni și extratereștri. Pământul a fost ars, au apărut prăpăstii numeroase în pământ, au apărut noi lanțuri muntoase, iar suprafața planetei a fost acoperită cu praf și moloz.
Diferite specii de animale și plante din sistemul stelar Votan au fost introduse pe Pământ, iar speciile native cât și cele extraterestre au suferit mutații oribile ca urmare a tehnologiei necontrolate de terraformare, ducând la apariția unor hibrizi bizari și periculoși și a unor specii noi.
În câteva luni, războaiele Pale au distrus ambele tabere care au luptat până la punctul de epuizare reciprocă, fiind necesară declararea unei încetări a focului. Puține guverne organizate au supraviețuit, atât umane cât și extraterestre. Ambele părți au decis ca membrii lor să aibă grijă de ei înșiși. În mai multe domenii, milițiile locale  umane și Votane au început să se adune atunci când și-au dat seama că trebuie să coopereze dacă vor să aibă măcar o șansă de supraviețuire  pe această planetă nouă care a apărut, aproape „extraterestră” pentru ambele părți.
Resturile flotei Arcelor distruse formează acum o centură artificială pe orbita Pământului, periodic, la scară mică, căzând obiecte pe Pământ care pot duce la moartea unor  supraviețuitori de la suprafață, dar oferă, de asemenea, oportunități valoroase pentru a salva tehnologii avansate de la bordul Arcelor.

## Episoade

### Sezonul I
Primul sezon este format din 13 episoade, inclusiv un episod-pilot difuzat în două părți:
- 1 Pilot: Part One Pilot: Part Two - premiera 15 aprilie 2013
- 2 Down in the Ground Where the Dead Men Go - premiera 22 aprilie 2013
- 3  The Devil in the Dark - premiera 29 aprilie 2013
- 4 A Well Respected Man
- 5 The Serpent's Egg
- 6 Brothers in Arms
- 7 Goodby Blue Sky
- 8 I Just Wasn't Made for These Times
- 9 If I Ever Leave This World Alive
- 10 The Bridge Wore Black
- 11 Past Is Prologue
- 12 Everything Is Broken

### Sezonul al II-lea
- 1 (13) The Opposite of Hallelujah, 19 iunie 2014
- 2 (14) In My Secret Life, 26 iunie 2014
- 3 (15) The Cord and the Ax, 3 iulie 2014
- 4 (16) Beasts of Burden, 10 iulie 2014
- 5 (17) Put the Damage On 17 iulie 2014
- 6 (18) This Woman's Work 24 iulie 2014
- 7 (19) If You Could See Her Through My Eyes, 31 iulie 2014

## Distribuție

### Personaje principale
- Joshua Nolan, interpretat de Grant Bowler.
Fost soldat care a luptat în războiul împotriva extratereștrilor, acum "apărător al legii" în comunitatea Defiance construită pe ruinele orașului său natal Saint Louis.

- Amanda Rosewater, interpretată de Julie Benz.
Este primarul din Defiance.
- Irisa Nyira, interpretată de Stephanie Leonidas.
Ea este fiica adoptată de Nolan, aparține rasei Irathient.
- Datak Tarr, interpretat de Tony Curran.
Consilier al Amandei, din rasa Castithan, este șeful unei familii importante a orașului.
- Stahma Tarr, interpretată de Jaime Murray.
Ea este soția lui Datak.
- Rafe McCawley, interpretat de Graham Greene.
El este proprietarul celui mai mari mine din zonă, familia sa este în permanent conflict cu familia Tarr.
- Kenya Rosewater, interpretată de Mia Kirshner.
Este sora Amandei, proprietara tavernei/ bordelului.

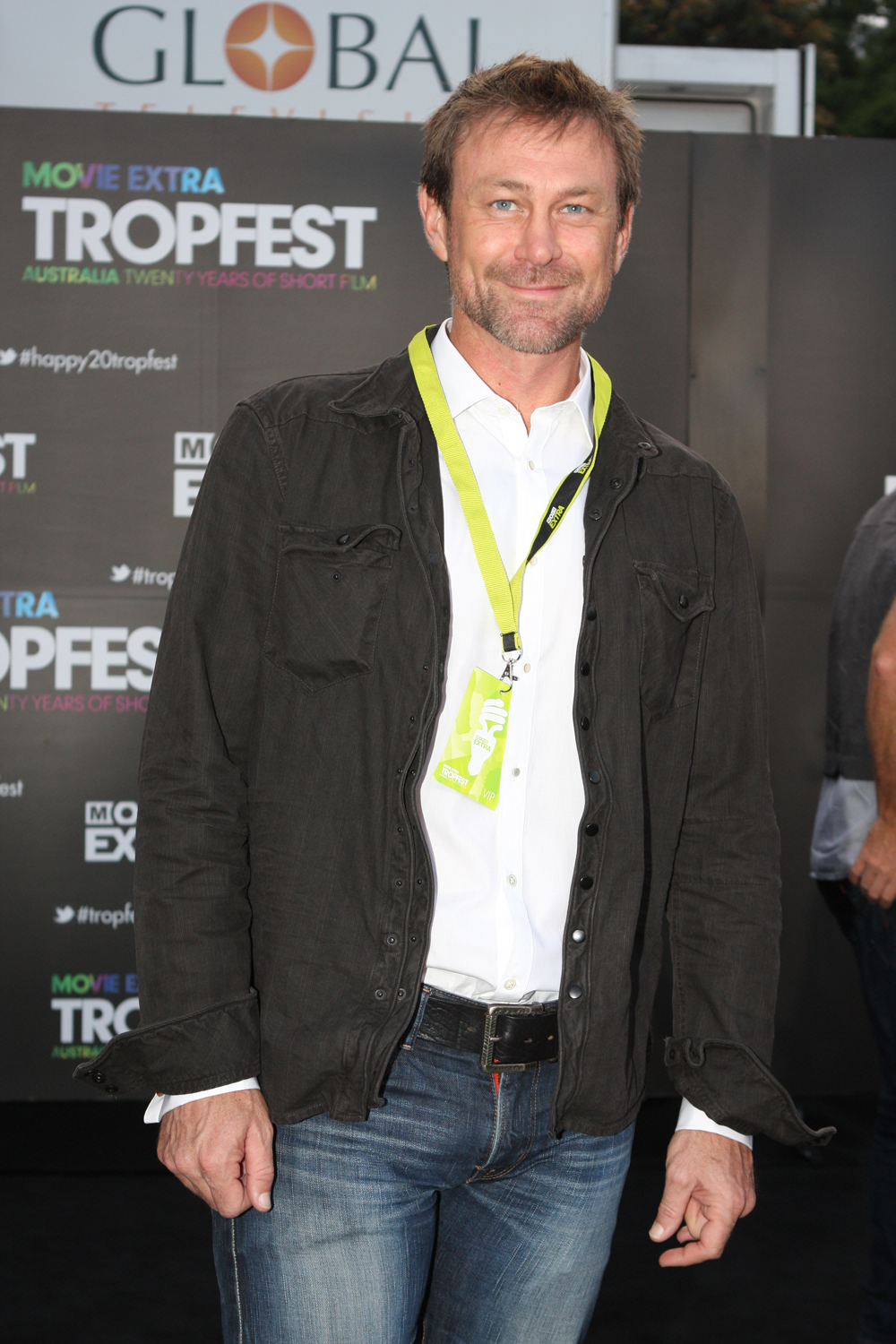
Grant Bowler este Joshua Nolan
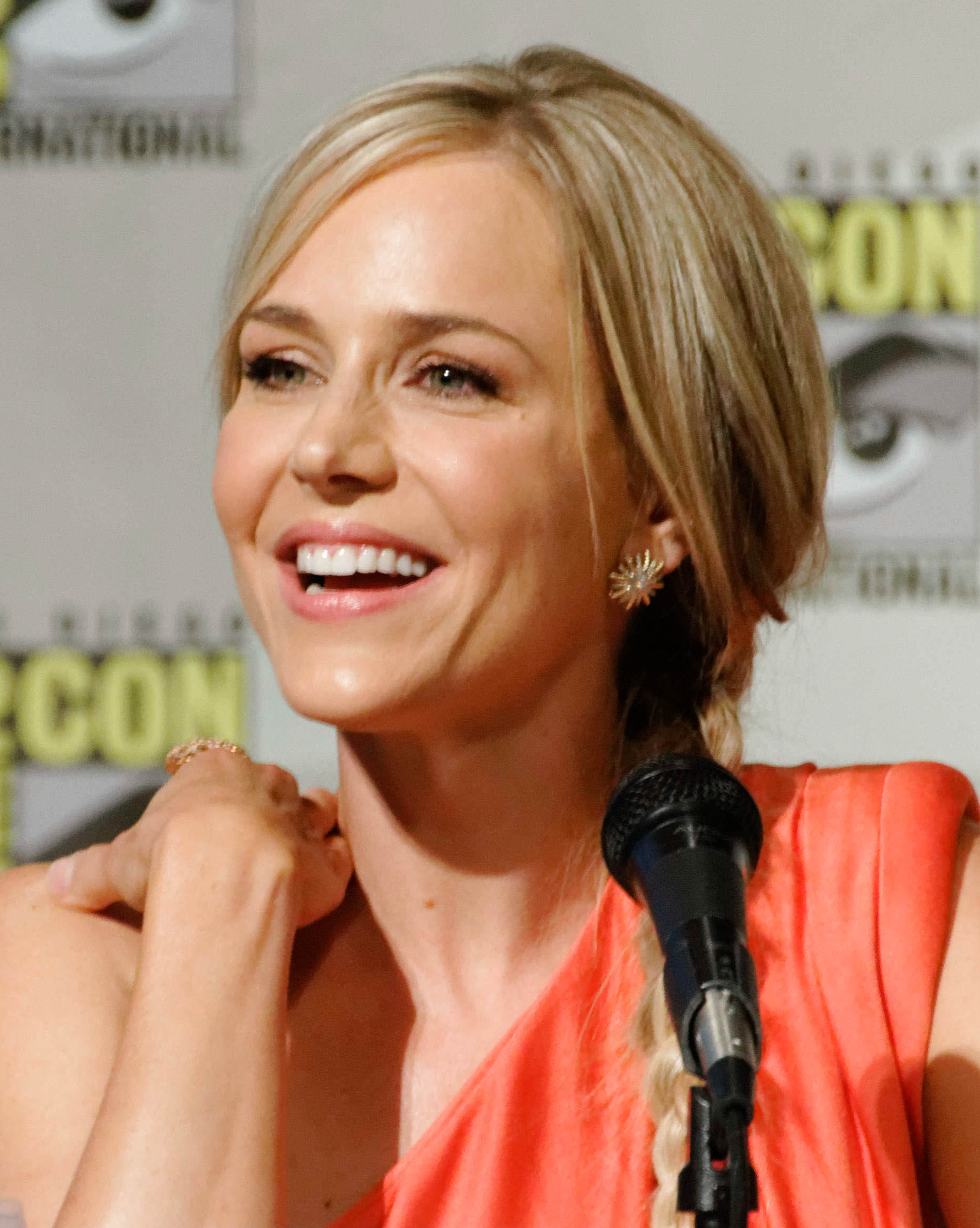
Julie Benz este Amanda Rosewater
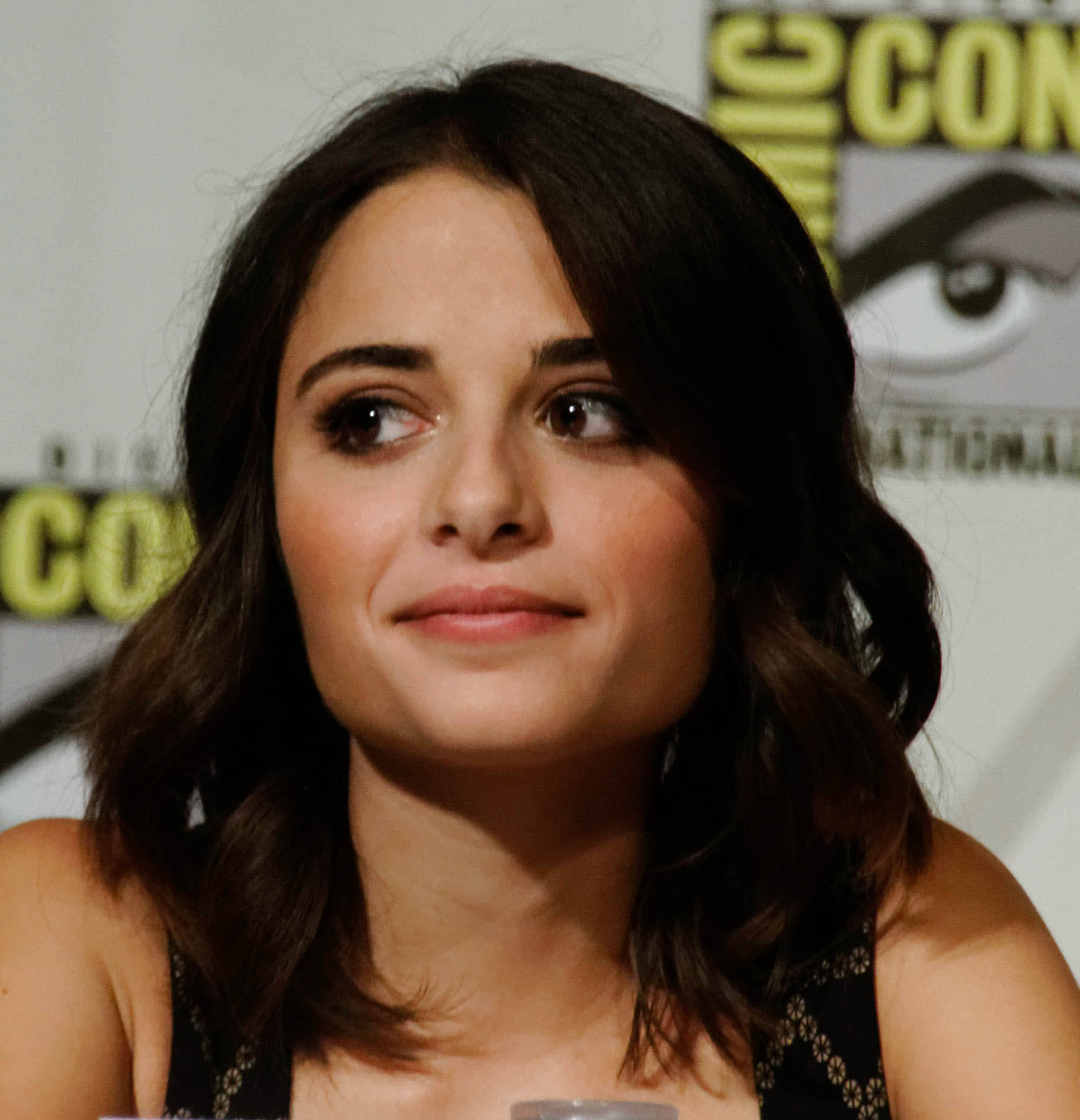
Stephanie Leonidas este Irisa Nyira
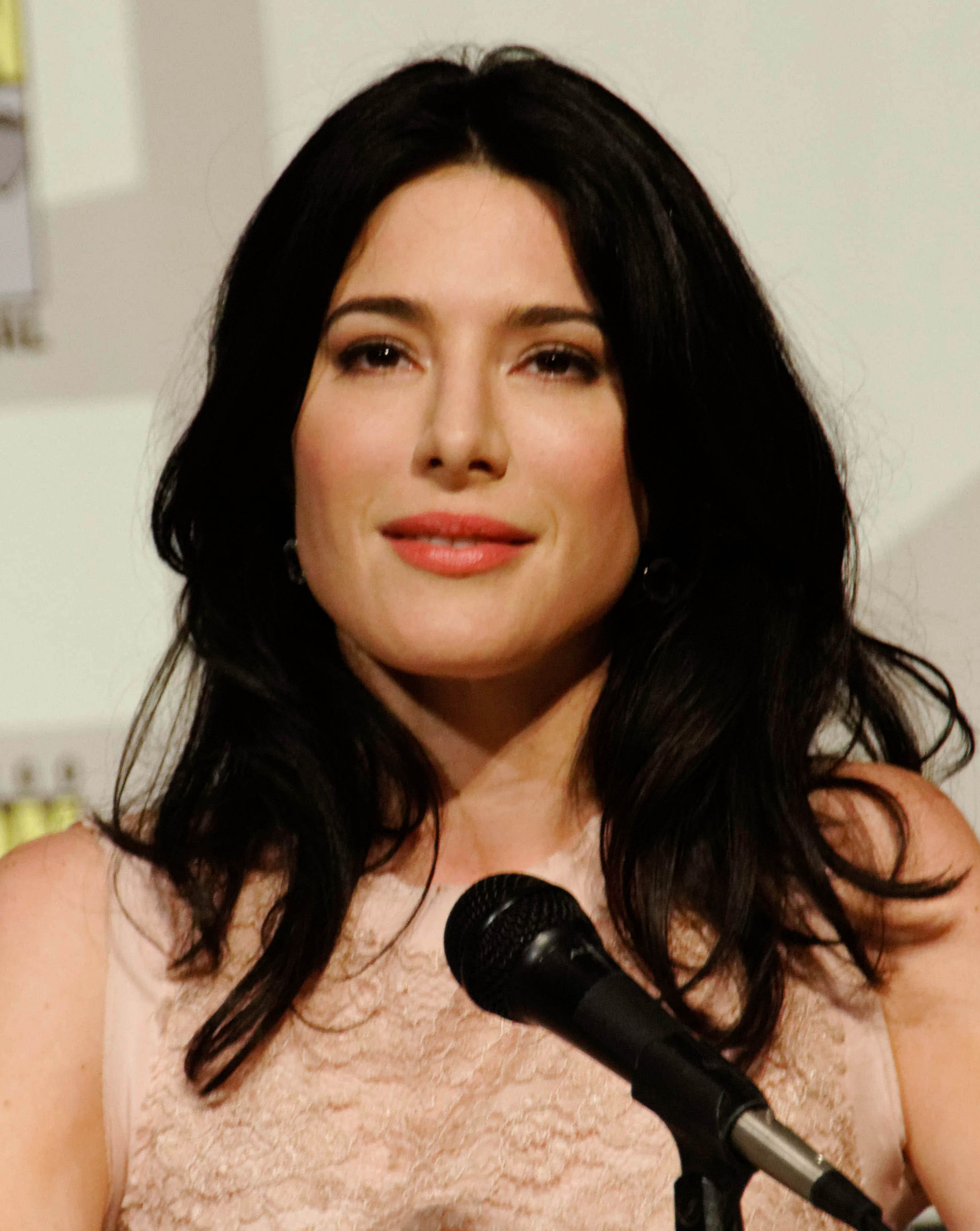
Jaime Murray este Stahma Tarr
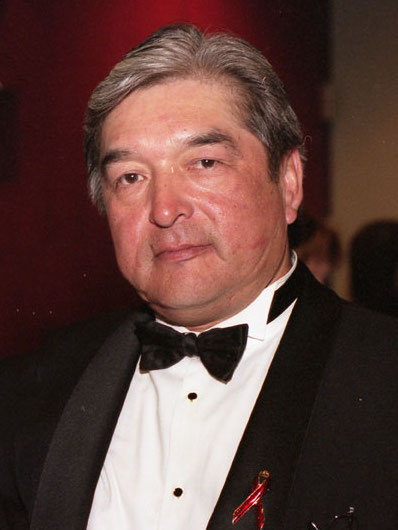
Graham Greene este Rafe McCawley
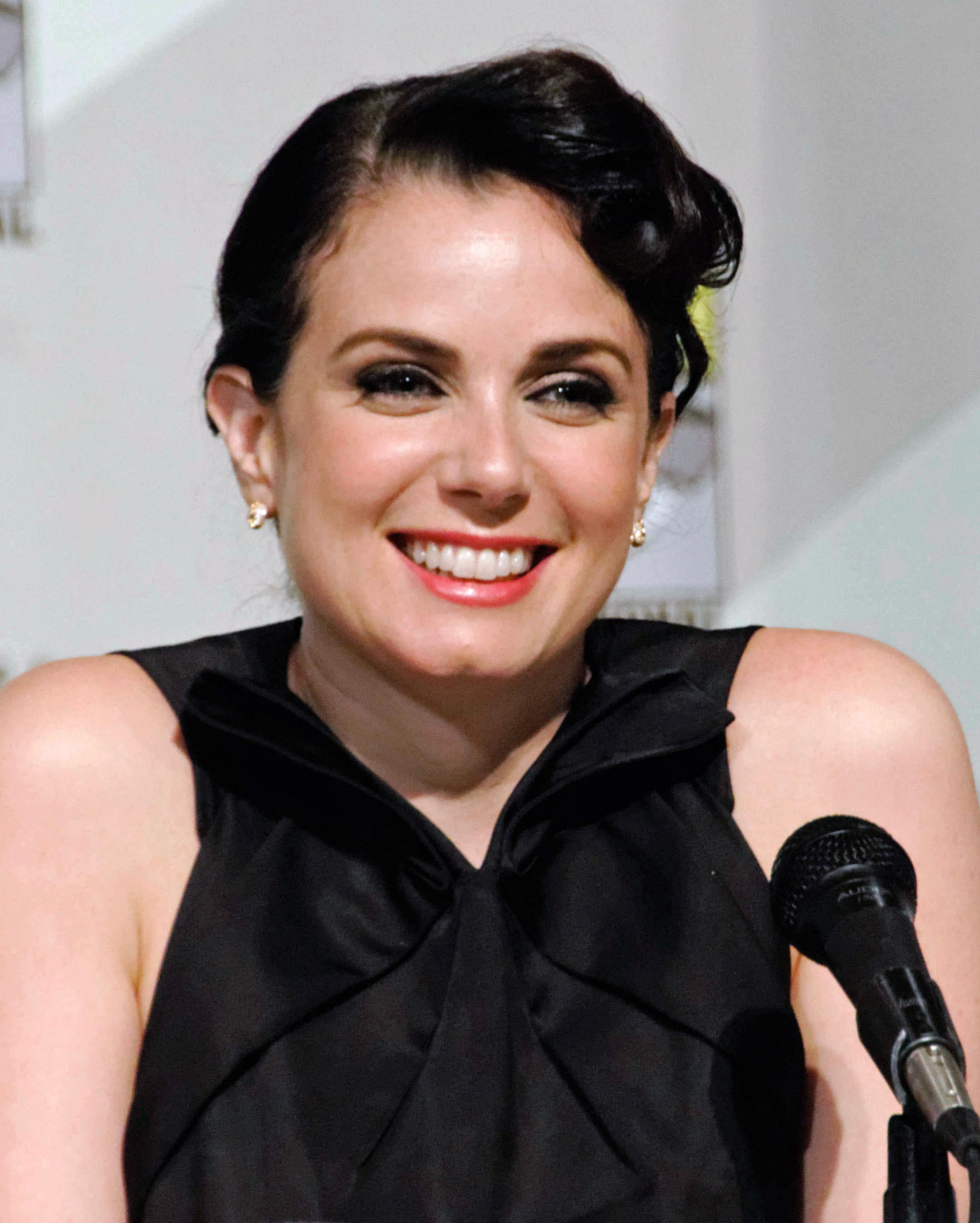
Mia Kirshner este Kenya Rosewater

### Personaje secundare
- Nicky Riordon, interpretată de Fionnula Flanagan.
Este fostul primar din Defiance și mentor al Amandei.
- Tommy LaSalle, interpretat de Dewshane Williams.
Ajutor al șerifului.
- Alak Tarr, interpretat de Jesse Rath.
Acesta este singurul fiu al lui Datak și Stahmei Tarr.
- Christie McCawley, interpretată de Nicole Muñoz.
Ea este fiica lui Rafe McCawley și iubita lui Alak.

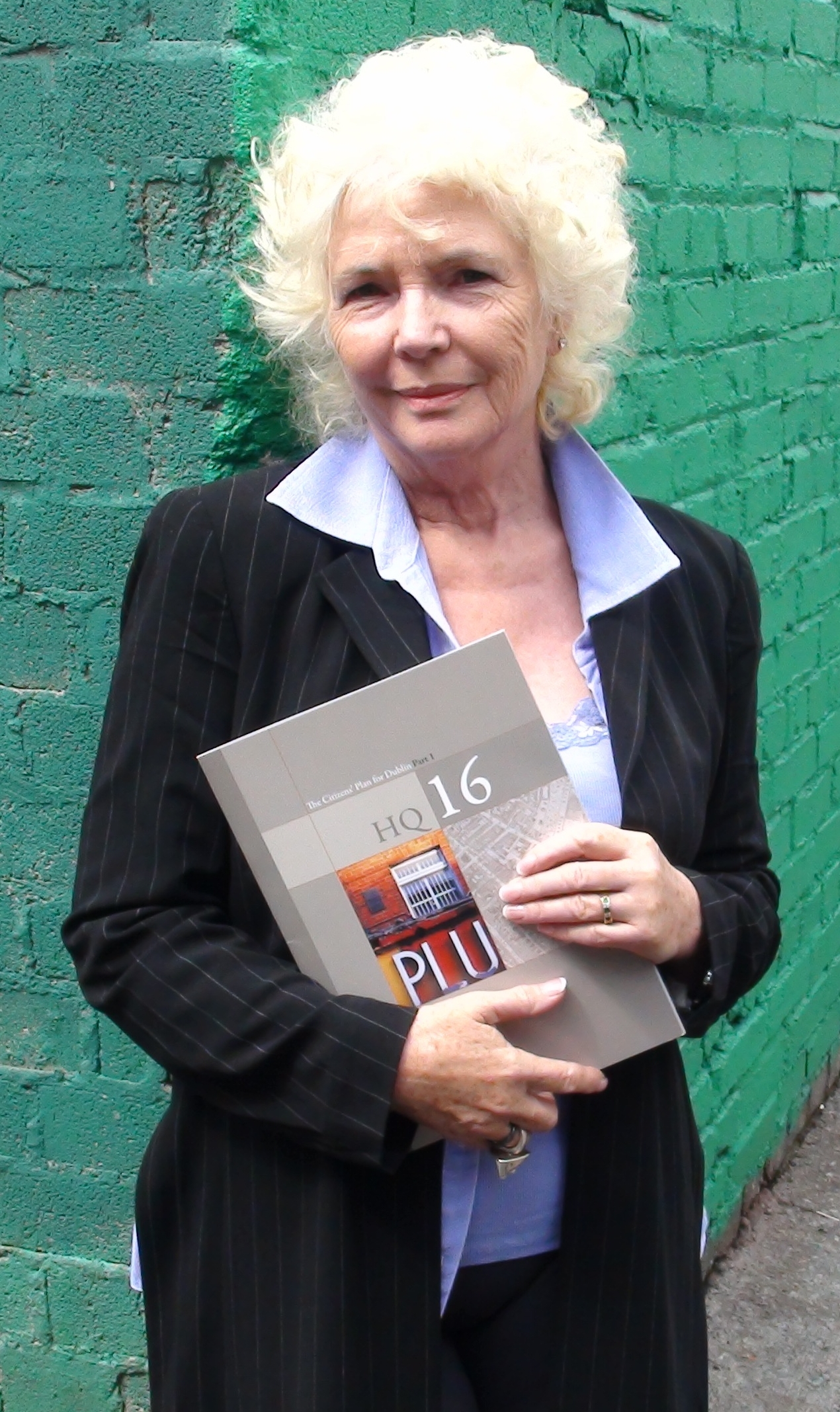
Fionnula Flanagan este Nicky Riordon